# Nuestra Señora de las Mercedes (San Fernando)

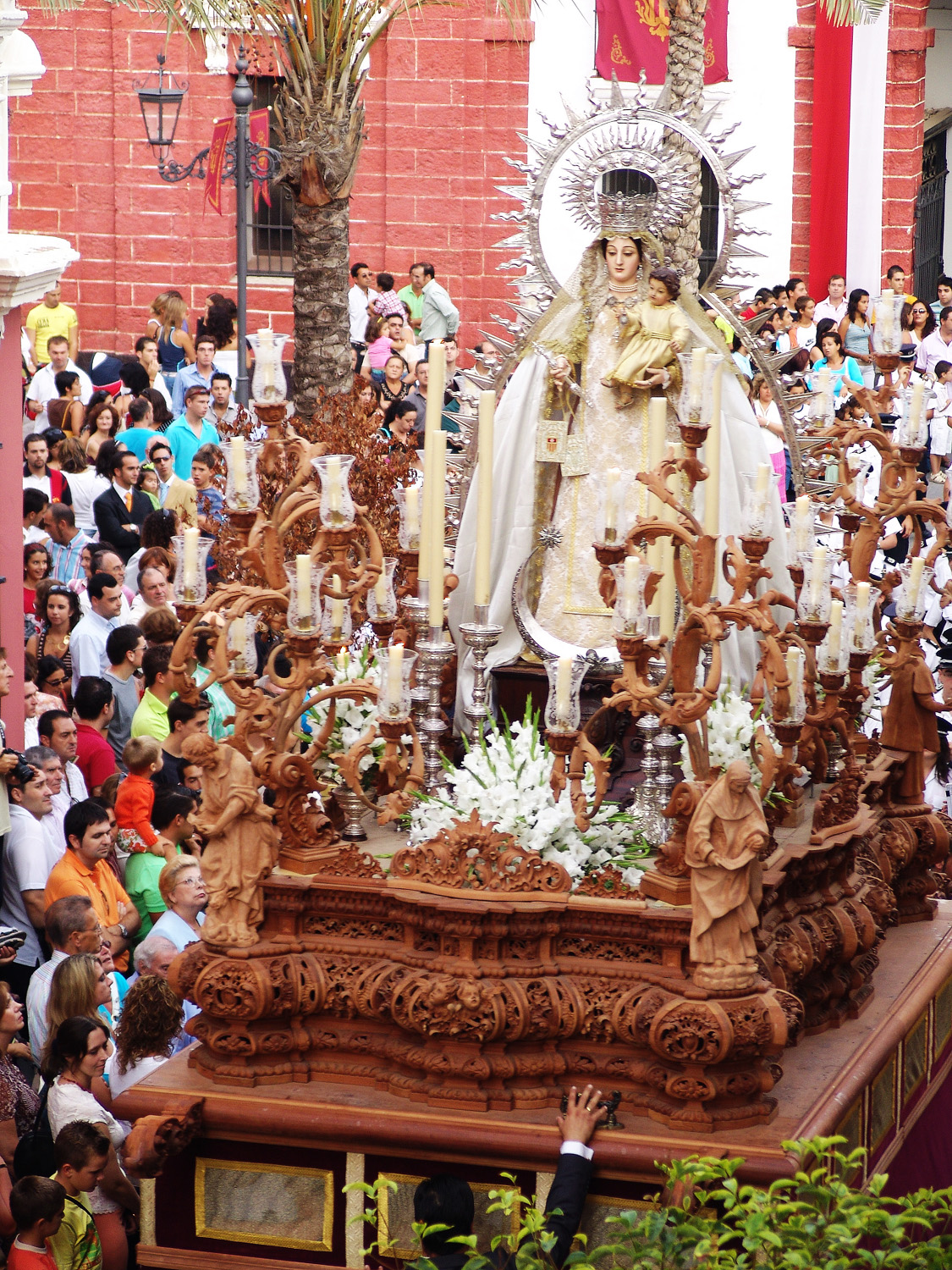
Salida extraordinaria de Ntra. Sra. de las Mercedes en 2006. Desde 2015 sale de forma oficial ya como titular.

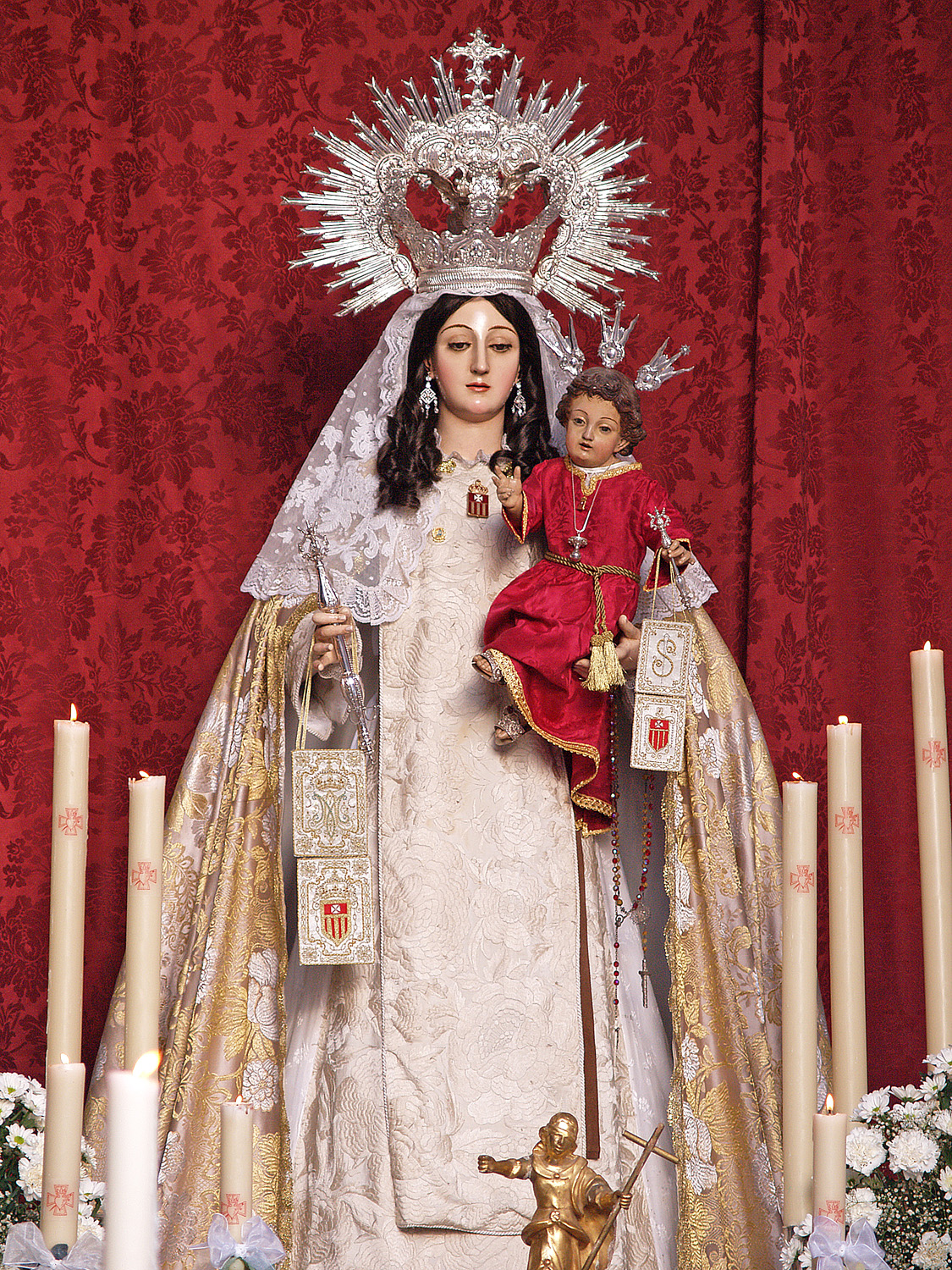
Altar de Ntra. Sra. de las Mercedes en la Procesión Eucarística de la Parroquia de San Francisco.

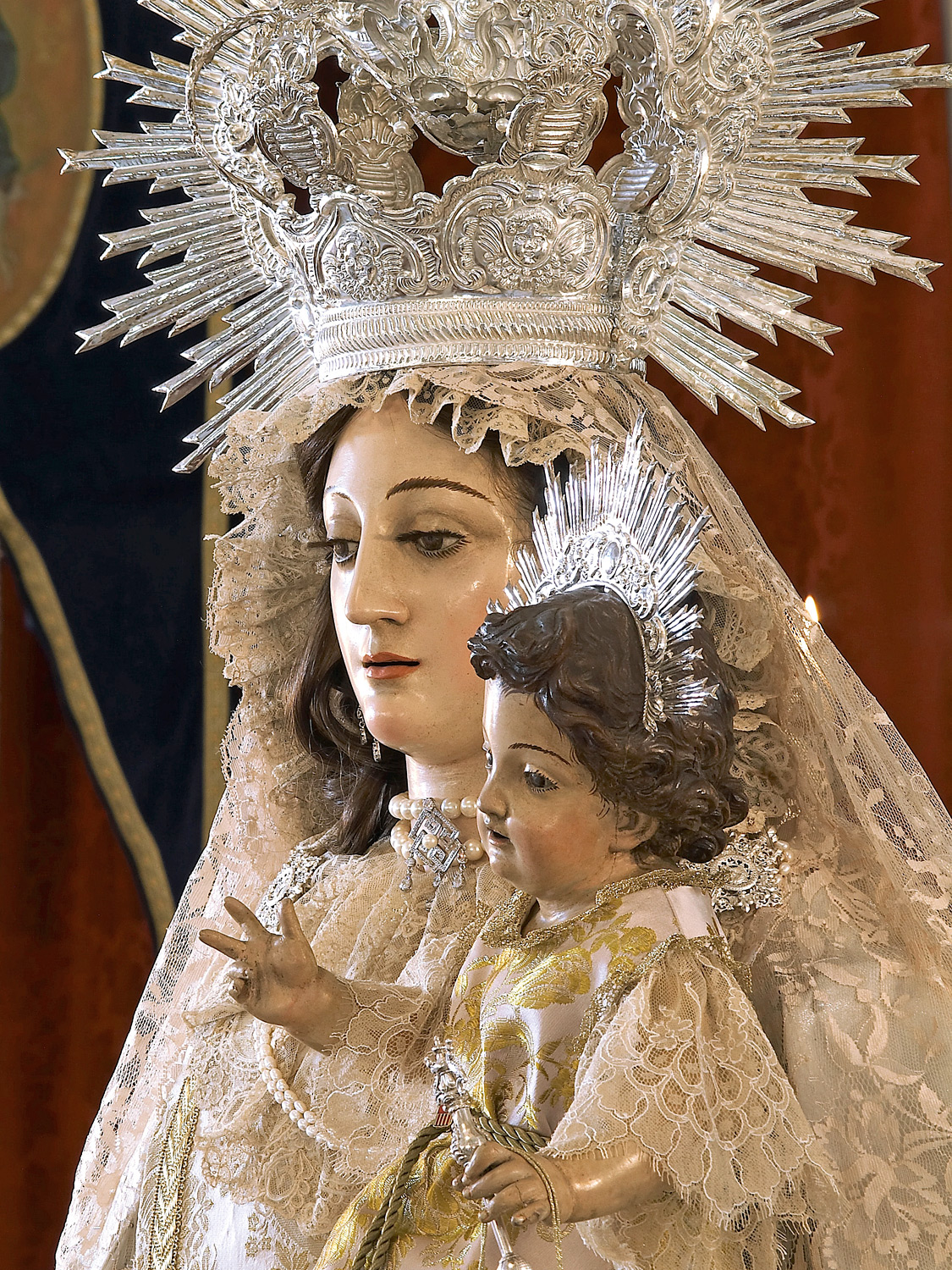
Besamano de Ntra. Sra. de las Mercedes. 2008.

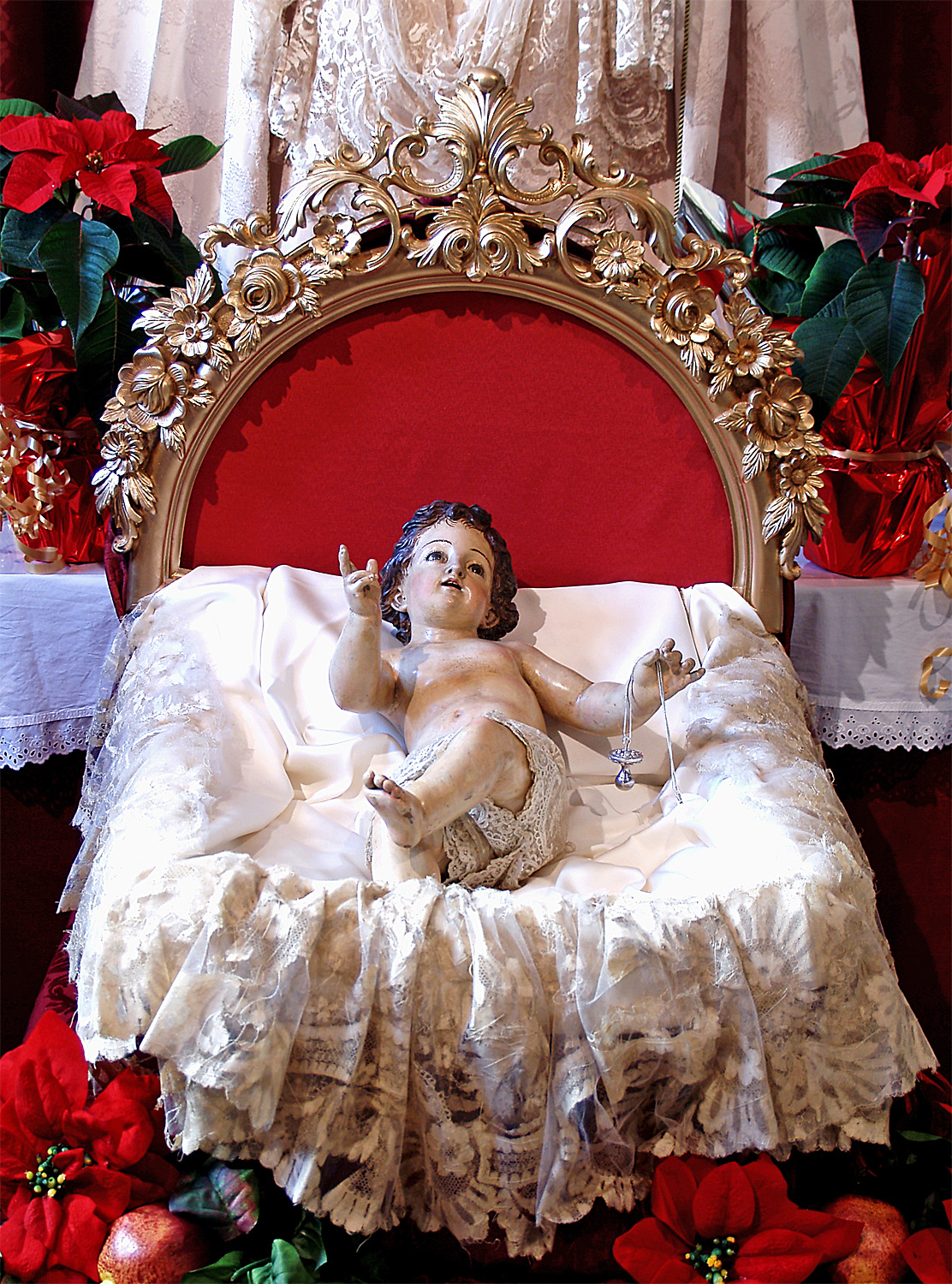
Bendito Niño Jesús Mercedario. Navidad 2008.

Nuestra Señora de las Mercedes es una advocación mariana venerada en la ciudad de San Fernando, provincia de Cádiz, en la Comunidad Autónoma de Andalucía. Se trata de una obra del siglo XVIII atribuida al escultor de cámara honorario de Carlos IV, José Esteve Bonet, que se encuentra en la capilla del antiguo Hospital de San José de la referida ciudad. Titular de la Hermandad de los Desamparados (San Fernando).

## Descripción iconográfica y técnica
Representa a la Virgen María ataviada con el hábito blanco de la Orden de la Merced, portando en su mano izquierda al Bendito Niño Jesús y en la derecha un cetro, símbolo (al igual que la corona) de su realeza. Ambas efigies suelen llevar también el escapulario mercedario.
Material: Se trata de una imagen de candelero, para vestir, y está realizada en dos tipos de madera de pino que se ensamblan en la cabeza. Medidas: La imagen mide 1,60 metros aproximadamente. Fue adaptada como dolorosa por el restaurador gaditano José Miguel Sánchez Peña en 1985, que le hizo un nuevo candelero, añadió lágrimas de cristal y eliminó repintes y otras alteraciones que se habían producido en el rostro con anterioridad. En 2003 fue intervenida y repolicromada por Alfonso Berraquero García para recuperarla como imagen de gloria.

## Breve reseña histórica
Bajo la advocación de las Mercedes estuvo en la capilla del Stmo. Cristo de la Vera-Cruz de la ciudad de San Fernando como Titular de una Hermandad de Gloria y Gremial de los zapateros, fundada en 1794; con posterioridad, en las primeras décadas del siglo XIX pasó a recibir culto en la Iglesia Mayor de San Pedro y San Pablo, hasta mediados del siglo XX, cuando fue retirada tras unas obras realizadas en el interior del edificio en la línea de las reformas del Concilio Vaticano II, que provocaron la supresión de numerosos retablos e imágenes que se encontraban en la misma. En los años 70 del siglo XX presidió algunos altares callejeros instalados con motivo de la festividad del Corpus Christi. 
En 1985, fue cedida por el párroco de la Iglesia Mayor a la Hermandad de Desamparados para que fuera adaptada en Dolorosa y hasta el año 1997, fue su Titular bajo la advocación de María Santísima de los Desamparados, procesionando bajo palio en la Madrugada del Viernes Santo. En el año 1997 es retirada del culto y devuelta a la Iglesia Mayor Parroquial. En el año 2002 vuelve a ser cedida por sus propietarios a la Hermandad de Desamparados para que restaurándose a su advocación primitiva recibiera culto en la Capilla del antiguo Hospital de San José, como así viene siendo desde el 24 de septiembre de 2003.
El 14 de marzo de 2009 la Hermandad de Desamparados celebró un cabildo (o votación) en el que más del 85% de los votos fueron favorables a incluir a Ntra. Sra. de las Mercedes como Titular y regularle estatutariamente sus cultos. 
El 24 de septiembre de 2009 se bendijo un retablo cerámico (o azulejo) realizado por los ceramistas Antonio Linares y Francisco Tenorio, y ubicado en la Plaza de San José de la ciudad de San Fernando.
El 18 de mayo de 2013, en un nuevo cabildo extraordinario, más del 95% de los votos volvieron a apoyar la inclusión de la Imagen en el Título de la Hermandad, así como la regulación de sus cultos.
El 4 de junio de 2014 el Obispo de Cádiz y Ceuta, Rafael Zornoza Boy ratificó la reforma del Estatuto. El 6 de febrero de 2015 fue recibido dicho decreto por la Hermandad y Cofradía.
El 24 de septiembre de 2015 volvió a salir en procesión, ya como Titular de la Hermandad.

## Cultos en su honor
Solemne Función en su honor el domingo anterior al 24 de septiembre; salida procesional el día de su onomástica y besamano el 8 de diciembre. 
Antes de que se le regularan estatutariamente sus cultos, se han celebrado besamanos en su honor en 2005 y desde 2008 hasta 2014, además el 24 de septiembre de 2006 salió en procesión por primera vez en su historia. En ocasiones ha presidido un altar callejero instalado con ocasión de la Procesión Eucarística que organiza la Parroquia de la Iglesia vaticana castrense de San Francisco, de la que depende la Hermandad de Desamparados; también se instaló un altar durante el Corpus Christi de la ciudad en los años 2013 y 2014.
Durante la misa celebrada en su honor en su festividad del año 2008, el Párroco Castrense D. Gonzalo Núñez del Castillo le impuso solemnemente una corona donada por sus devotos.
Históricamente, gracias a investigaciones del historiador Fernando Mósig Pérez, tenemos conocimiento de que la Hermandad dieciochesca que la tuvo Titular por se limitaba a organizar solemnes cultos en la Capilla del Santo Cristo con motivo de la festividad litúrgica de la Virgen de la Merced (24 de septiembre), conmemorándola con una función solemne y novena. Con su traspaso a la Iglesia Mayor se le siguieron organizando cultos diversos (novenas, triduos, funciones, etc). No constan sin embargo procesiones u otros cultos de carácter externo.

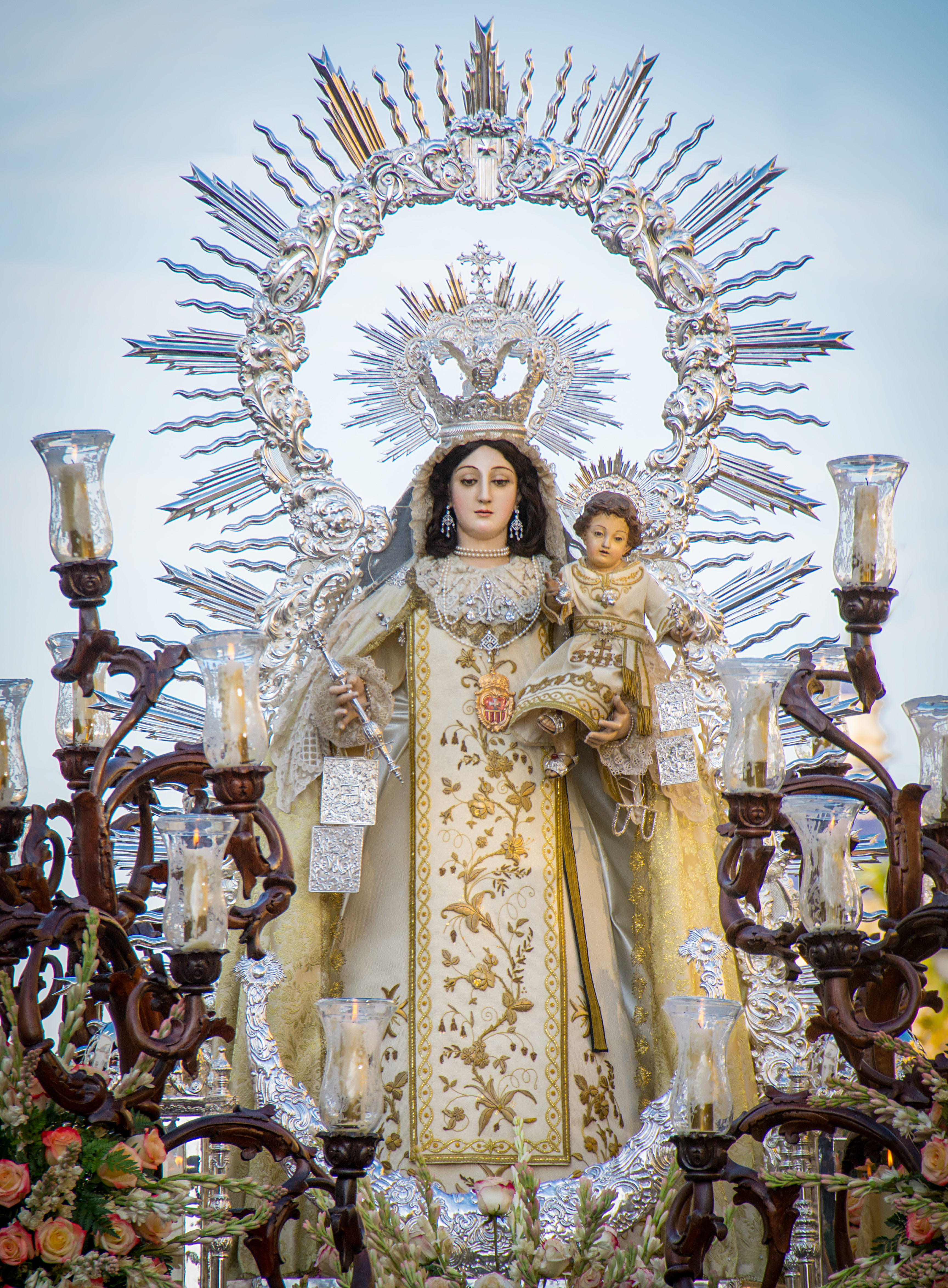
Ntra. Sra. de las Mercedes. San Fernando. Procesión del 24 de septiembre de 2015.

## Patrimonio
Consta documentalmente en un inventario de la Iglesia Mayor que, a principios del siglo XX, había un "altar con ara, la imagen de Nuestra Señora de media talla, vestida, el Niño de talla, vestido; corona, cetro, grillo, escudo y potencias del Niño de plata; tiene además un vestido y manto de damasco de seda blanco con galón de oro fino; también una cadena de oro que pesa 17 adarmes, medio aderezo de cristal y oro, una paloma de brillantes, un par de zarcillos y un anillo de oro"
Sin embargo, buena parte de su antiguo patrimonio se ha perdido. En la actualidad se conserva una pieza del escapulario bordado de la Virgen (siglo XIX), así como un hábito mercedario blanco de seda de origen filipino, otro muy deteriorado con cristales incrustados y unos zapatos bordados del Niño Jesús. El antiguo cetro de plata forma parte hoy día de un relicario de otra hermandad de la ciudad.
Desde su reposición al culto en su advocación original, el ajuar de la Imagen se ha ido ampliando, y aparte de las piezas antiguas citadas anteriormente, destacan:
-Corona de plata (2008), realizada en Cusco (Perú).
-Ráfaga de metal plateado (2015), realizada por Orfebrería Virgen del Castillo.
-Luna en cuarto creciente de plata (2010), realizada en Cusco (Perú).
-Cetro de plata (2006), realizada en el taller sevillano de Manuel de los Ríos Navarro.
-Grillete y cadena de plata (2009), realizadas en Cusco (Perú) y por Miguel Ángel Cuadros Belizón, respectivamente.
-Escapularios mercedarios bordados (2006) por Rafael Rueda Cebada.
-Escapularios mercedarios de plata (2009) realizadas en Cusco (Perú).
-Hábito mercedario, bordado por Jesús Peral Galán en oro a partir de piezas antiguas y otras nuevas, bajo diseño de Jesús Savona León (2013).
-Pendientes y broche de platino, perlas y circonitas de estilo isabelino.
-Broche con el escudo mercedario, en plata bañada en oro e incrustaciones de spondylus (2010), realizado en Cusco (Perú).

## Bendito Niño Jesús Mercedario
La imagen del Benito Niño Jesús que porta Ntra. Sra. de las Mercedes, es una efigie de talla completa que muestra al Divino Redentor en actitud de bendecir con su mano derecha, mientras que con la izquierda suele sostener un cetro y los escapularios mercedarios. Destacan las notables semejanzas estilísticas con otras obras salidas del entorno del imaginero sevillano Cristóbal Ramos.
Entre los años 80 del siglo XX y 2003, estuvo en posesión de diversos particulares y hermandades de San Fernando y Cádiz. Sin embargo pudo ser recuperado para que volviera a ser portado por Ntra. Sra. de las Mercedes, con motivo de la reposición al culto de ésta.
Desde la Navidad de 2007 ilustra unos paños o balconeras que anuncian dicha festividad, tanto en la misma ciudad de San Fernando como en otras de España. En la Navidad de 2008 se expuso a la veneración en una cuna.

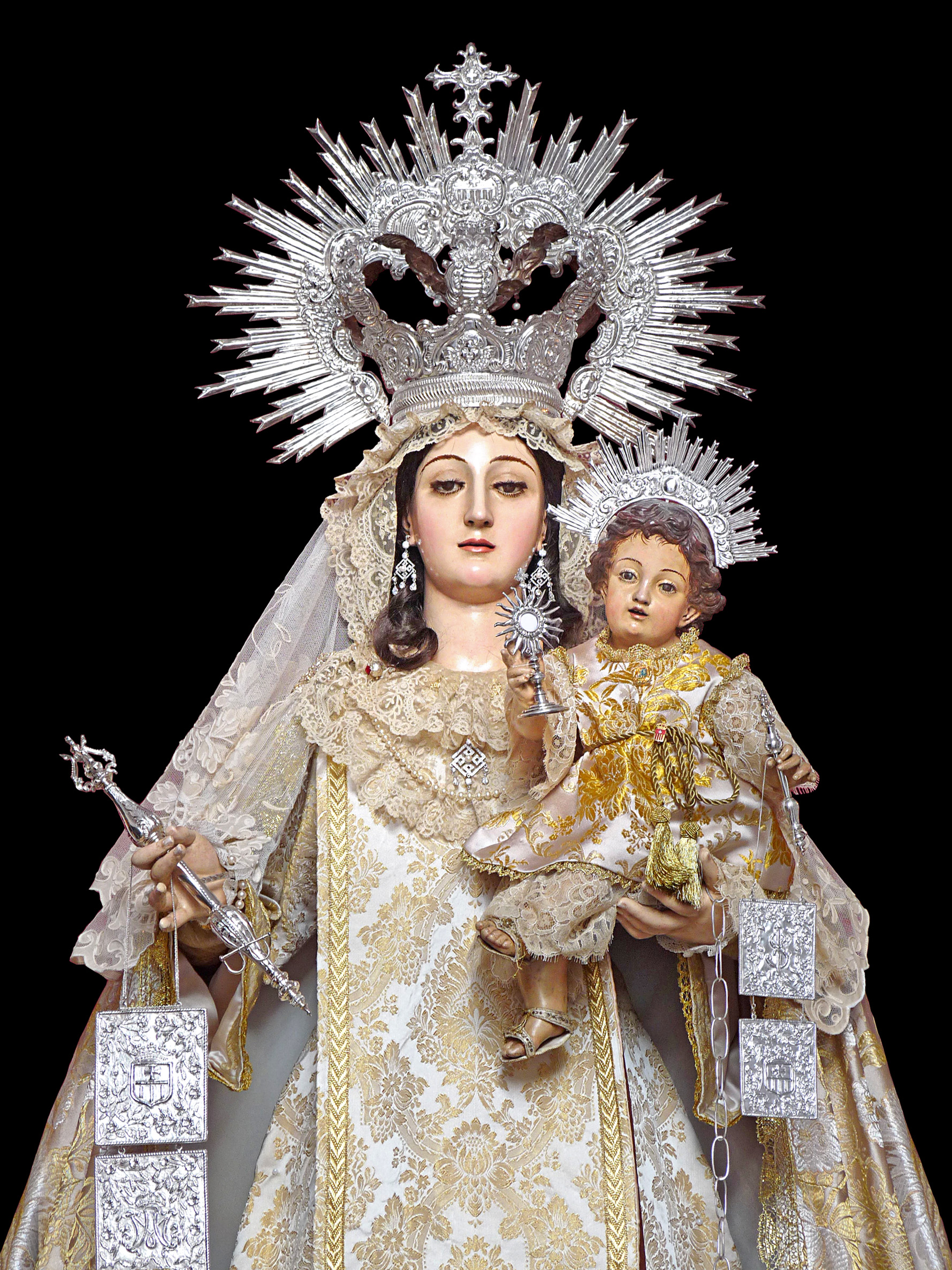
Virgen de las Mercedes

El Bendito Niño Mercedario tiene también un variado patrimonio:
-Diadema de plata (2008), realizada en Cusco (Perú).
-Potencias de plata (2008), realizadas en Cusco (Perú).
-Potencias de metal plateado (siglo XIX).
-Cetro de plata (2008), realizado en Cusco (Perú).
-Escapularios mercedarios bordados (2007) por Rafael Rueda Cebada.
-Escapularios mercedarios de plata (2009) realizadas en Cusco (Perú).
-Chupete y cadena de plata (2008) realizados en Cusco (Perú).
-Traje de damasco rojo bordado en oro (2009) por Jaime Zaragoza Ibáñez.
-Traje de otomán blanco bordado por Jesús Peral Galán en oro a partir de piezas antiguas y otras nuevas, bajo diseño de Jesús Savona León (2013).